# Flexbourg
Flexbourg (deutsch Flexburg) ist eine französische Gemeinde mit 483 Einwohnern (Stand 1. Januar 2021) im Département Bas-Rhin in der Region Grand Est (bis 2015 Elsass). Ein wichtiger Erwerbszweig der Umgebung ist die Landwirtschaft mit Acker- und Weinbau. Die Gemeinde ist Mitglied der Communauté de communes de la Mossig et du Vignoble.

## Geschichte
Von 1871 bis zum Ende des Ersten Weltkrieges gehörte Flexburg als Teil des Reichslandes Elsaß-Lothringen zum Deutschen Reich und war dem Kreis Molsheim im Bezirk Unterelsaß zugeordnet.
Die Gemeinde gehörte von 1992 bis 2007 mit Bergbieten und Dangolsheim dem Gemeindeverband Communauté de communes des Villages du Kehlbach an und anschließend ab 2008 der Communauté de communes de la Porte du Vignoble, die wiederum 2017 in der Communauté de communes de la Mossig et du Vignoble aufging.

## Bevölkerungsentwicklung
| Jahr      | 1910 | 1962 | 1968 | 1975 | 1982 | 1990 | 1999 | 2006 | 2017 |
| Einwohner | 453  | 245  | 286  | 296  | 283  | 373  | 393  | 459  | 457  |